# 王希曾 (萬曆進士)
王希曾（1548年—？），字道宗，號近魯，直隸安慶府懷寧縣人，民籍，明朝政治人物。

## 生平
萬曆四年（1576年）丙子科應天府鄉試第一百二十四名，萬曆八年（1580年）庚辰科會試第九十五名，登三甲第三十二名進士。兵部觀政，本年授山东峄县知县，十三年官至刑部主事，十四年养病。

## 家族
曾祖王鐸；祖父王國瑞；父王語，曾任省祭官，封峄县知县。母許氏。具庆下。弟王希周。